# Rute Costa
Pour les articles homonymes, voir Costa.
Rute Costa, est née le 1er juin 1994 à Barcelos, au Portugal, est une footballeuse internationale portugaise évoluant au poste de gardienne. Elle est internationale portugaise depuis 2017. Elle est choisie pour occuper le poste de gardienne du Benfica Lisbonne, en 2022.

## Biographie

### En club
Rute Costa joué tout d'abord au volleyball pendant 7 ans et quitte ce sport parce que son équipe n’avait pas de niveau junior. Dès lors à la suite d'une invitation d'une amie, elle commence sa carrière de footballeuse dans l’équipe de deuxième division portugaise Casa do Povo de Martim, où elle évolue durant deux saisons. Elle débute comme attaquante mais lors d'un tournois U18 elle se retrouve à défendre les cages de son équipe, dès lors elle ne quitte plus ce poste. Parallèlement elle continue ses études et est diplômée en sciences du sport et possède une maîtrise dans son domaine d’études.
En 2012, elle rejoint le club de première Division, le Boavista FC. Avec qui elle remporte la Coupe du Portugal féminine de football.
Deux ans plus tard, elle signe au Clube de Albergaria devenant vice championne du Portugal lors de la saison 2015-16, elle y reste deux saisons jusqu’en 2016, date à laquelle elle signe avec le SC Braga. Rute Costa est élu gardienne de but des saisons 2016-17, 2017-18 et 2018-19, du Campeonato Nacional de Futebol Feminino, et fait partie du onze de l'année de la Liga Allianz. Avec les arselanistas, elle remporte la supertaça de Portugal 2018, défendant un penalty lors de la séance finale servant à départager les deux équipes.
Après 4 saisons pleines, elle signe avec le FC Famalicão, pour 2 ans.
En 2022, elle signe au SL Benfica, alors champion du Portugal.

### En sélection nationale
Rute Costa revêt le maillot Portugal à plusieurs niveaux, et c'est le 15 mars 2012 lors d’une défaite 2-1 contre l’équipe du Pays de Galles des moins de 19 ans qu'elle signe sa toute première sélection. Elle entre en jeu en jeu à la 76e minute en remplacement de la gardienne titulaire Bárbara Santos.
Elle a également joué pour l’équipe féminine portugaise de beach soccer.
Le 19 janvier 2019, elle a fait ses débuts pour l’équipe senior du Portugal lors d’une rencontre contre l'Irlande du Nord.
Elle est appelée par l’entraîneur Francisco Neto pour représenter le Portugal à l’Euro féminin 2017 et 2022.
Le 30 mai 2023, elle fait à nouveau partie des 23 joueuses pour la Coupe du Monde Féminine de la FIFA 2023.

## Statistiques
| Saison                | Club                  | Championnat           | Championnat | Championnat | Coupe(s) nationale(s) | Coupe(s) nationale(s) | Compétition(s) continentale(s) | Compétition(s) continentale(s) | Compétition(s) continentale(s) | Sélection | Sélection | Sélection | Total | Total |
| Saison                | Club                  | Division              | M.          | B.          | M.                    | B.                    | Comp.                          | M.                             | B.                             | Équipe    | M.        | B.        | M.    | B.    |
| 2010-2011             | CP Martim             | Promoção Feminina     | -           | -           | -                     | -                     | -                              | 0                              | 0                              | -         | 0         | 0         | 0     | 0     |
| 2011-2012             | CP Martim             | Nacional Féminino     | 1           | 0           | -                     | -                     | -                              | 0                              | 0                              | U19       | 1         | 0         | 2     | 0     |
| Sous-total            | Sous-total            | Sous-total            | 1           | 0           | 0                     | 0                     | -                              | 0                              | 0                              | -         | 1         | 0         | 2     | 0     |
| 2012-2013             | Boavista FC           | Nacional Féminino     | 2           | 0           | 2                     | 0                     | -                              | 0                              | 0                              | -         | 0         | 0         | 4     | 0     |
| 2013-2014             | Boavista FC           | Nacional Féminino     | -           | -           | -                     | -                     | -                              | 0                              | 0                              | -         | 0         | 0         | 0     | 0     |
| Sous-total            | Sous-total            | Sous-total            | 2           | 0           | 2                     | 0                     | -                              | 0                              | 0                              | -         | 0         | 0         | 4     | 0     |
| 2014-2015             | Clube de Albergaria   | Nacional Féminino     | -           | -           | -                     | -                     | -                              | 0                              | 0                              | -         | 0         | 0         | 0     | 0     |
| 2015-2016             | Clube de Albergaria   | Nacional Féminino     | 24          | 0           | 1                     | 0                     | -                              | 0                              | 0                              | BS        | 3         | 0         | 28    | 0     |
| Sous-total            | Sous-total            | Sous-total            | 24          | 0           | 1                     | 0                     | -                              | 0                              | 0                              | -         | 3         | 0         | 28    | 0     |
| 2016-2017             | SC Braga              | Liga Allianz          | 22          | 0           | 2                     | 0                     | -                              | 0                              | 0                              | A         | 2         | 0         | 26    | 0     |
| 2017-2018             | SC Braga              | Liga Allianz          | 18          | 0           | 5                     | 0                     | -                              | 0                              | 0                              | -         | 0         | 0         | 23    | 0     |
| 2018-2019             | SC Braga              | Liga BPI              | 18          | 0           | 6                     | 0                     | -                              | 0                              | 0                              | A         | 2         | 0         | 26    | 0     |
| 2019-2020             | SC Braga              | Liga BPI              | 3           | 0           | 1                     | 0                     | LDC                            | 3                              | 0                              | -         | 0         | 0         | 7     | 0     |
| Sous-total            | Sous-total            | Sous-total            | 61          | 0           | 14                    | 0                     | -                              | 3                              | 0                              | -         | 4         | 0         | 82    | 0     |
| 2020-2021             | FC Famalicão          | Liga BPI              | 18          | 0           | 3                     | 0                     | -                              | 0                              | 0                              | -         | 0         | 0         | 21    | 0     |
| 2021-2022             | FC Famalicão          | Liga BPI              | 18          | 0           | 7                     | 0                     | -                              | 0                              | 0                              | A         | 2         | 0         | 27    | 0     |
| Sous-total            | Sous-total            | Sous-total            | 36          | 0           | 10                    | 0                     | -                              | 0                              | 0                              | -         | 2         | 0         | 48    | 0     |
| 2022-2023             | SL Benfica            | Liga BPI              | 14          | 0           | 7                     | 0                     | LDC                            | 9                              | 0                              | A         | 2         | 0         | 32    | 0     |
| Sous-total            | Sous-total            | Sous-total            | 14          | 0           | 7                     | 0                     | -                              | 9                              | 0                              | -         | 2         | 0         | 32    | 0     |
| Total sur la carrière | Total sur la carrière | Total sur la carrière | 138         | 0           | 37                    | 0                     | -                              | 12                             | 0                              | -         | 12        | 0         | 199   | 0     |

Statistiques actualisées le 21 juillet 2023

### Matchs disputés en coupes continentales
| Matchs | Date              | Stade                             | Adversaire          | Résultat | Minutes | Compétition         | Buts | Tour                           | Club       |
| ------ | ----------------- | --------------------------------- | ------------------- | -------- | ------- | ------------------- | ---- | ------------------------------ | ---------- |
| 1      | 7 août 2019       | Stadions Arkādija, Riga           | SK Sturm Graz       | 2 – 0    | 90 min  | Ligue des champions | 0    | Phase de qualification         | SC Braga   |
| 2      | 10 août 2019      | Stadions Arkādija, Riga           | Apollon Limassol    | 0 – 1    | 90 min  | Ligue des champions | 0    | Phase de qualification         | SC Braga   |
| 3      | 12 septembre 2019 | Estádio Municipal de Braga, Braga | Paris Saint-Germain | 0 – 7    | 90 min  | Ligue des champions | 0    | Phase finale                   | SC Braga   |
| 4      | 18 août 2022      | Sportcampus Diekman, Enschede     | KFF EP-Com Hajvalia | 9 – 0    | 45 min  | Ligue des champions | 0    | Premier tour de qualification  | SL Benfica |
| 5      | 21 août 2022      | Sportcampus Diekman, Enschede     | FC Twente           | 1 – 2    | 90 min  | Ligue des champions | 0    | Premier tour de qualification  | SL Benfica |
| 6      | 20 septembre 2022 | Petershill Park, Glasgow          | Glasgow Rangers     | 2 – 3    | 90 min  | Ligue des champions | 0    | Deuxième tour de qualification | SL Benfica |
| 7      | 28 septembre 2022 | Benfica Campus, Seixal            | Glasgow Rangers     | 2 – 1    | 90 min  | Ligue des champions | 0    | Deuxième tour de qualification | SL Benfica |
| 8      | 19 octobre 2022   | Stade Johan-Cruyff, Barcelone     | FC Barcelone        | 9 – 0    | 90 min  | Ligue des champions | 0    | Phase de groupes               | SL Benfica |
| 9      | 24 novembre 2022  | Benfica Campus, Seixal            | FC Rosengård        | 1 – 0    | 90 min  | Ligue des champions | 0    | Phase de groupes               | SL Benfica |
| 10     | 7 décembre 2022   | Malmö IP, Malmö                   | FC Rosengård        | 1 – 3    | 90 min  | Ligue des champions | 0    | Phase de groupes               | SL Benfica |
| 11     | 15 décembre 2022  | Benfica Campus, Seixal            | FC Barcelone        | 2 – 6    | 90 min  | Ligue des champions | 0    | Phase de groupes               | SL Benfica |
| 12     | 21 décembre 2022  | FC Bayern Campus, Bayern          | Bayern Munich       | 2 – 0    | 90 min  | Ligue des champions | 0    | Phase de groupes               | SL Benfica |

### En sélection nationale
| Matches officiels de Rute Costa en sélections portugaises au 21 juillet 2023 | Matches officiels de Rute Costa en sélections portugaises au 21 juillet 2023 | Matches officiels de Rute Costa en sélections portugaises au 21 juillet 2023 | Matches officiels de Rute Costa en sélections portugaises au 21 juillet 2023 | Matches officiels de Rute Costa en sélections portugaises au 21 juillet 2023 |
| Club                                                                         | V.                                                                           | N.                                                                           | D.                                                                           | Buts                                                                         |
| ---------------------------------------------------------------------------- | ---------------------------------------------------------------------------- | ---------------------------------------------------------------------------- | ---------------------------------------------------------------------------- | ---------------------------------------------------------------------------- |
| Portugal U19 (1 matchs:6,67%)                                                | 0 (0%)                                                                       | 0 (0%)                                                                       | 1 (100,00%)                                                                  | 0 (0%)                                                                       |
| Portugal Beach Soccer A (6 matchs:40,00%)                                    | 1 (33,33%)                                                                   | 1 (33,33%)                                                                   | 1 (33,34%)                                                                   | 0 (0%)                                                                       |
| Portugal A (8 matchs:53,33%)                                                 | 7 (87,50%)                                                                   | 0 (0%)                                                                       | 1 (12.50%)                                                                   | 0 (0%)                                                                       |
| Total (Incomplet)                                                            | 8 (66,67%)                                                                   | 1 (8,33%)                                                                    | 3 (25,00%)                                                                   | 0                                                                            |

## Palmarès

### Avec leBoavista FC
- Vainqueur de la Taça de Portugal en 2012-13

### Avec leClube de Albergaria
- Vice-championne du Nacional feminino en 2015-16
- Finaliste de la supertaça de Portugal en 2015

### Avec leSC Braga
- Vainqueur du Nacional feminino en 2018-19
- Vainqueur de la Taça de Portugal en 2019-20
- Vainqueur de la Supertaça de Portugal en 2018
- Vice-championne du Nacional feminino en 2016-17 et 2017-18
- Finaliste de la Taça de Portugal en 2016-17 et 2017-18
- Finaliste de la Supertaça de Portugal en 2017 et 2019
- Finaliste de la Taça da Liga de Portugal en 2019-20

### Avec leFC Famalicão
- Finaliste de la Taça de Portugal en 2021-22

### Avec leSL Benfica
- Vainqueur du Nacional feminino en 2022-23
- Vainqueur de la Supertaça de Portugal en 2022
- Vainqueur de la Taça da Liga de Portugal en 2022-23